# Đá Len Đao
Đá Len Đao (tiếng Anh: Lansdowne Reef; tiếng Trung: 琼礁; bính âm: Qióng jiāo, Hán-Việt: Quỳnh tiêu) là một rạn san hô thuộc cụm Sinh Tồn của quần đảo Trường Sa. Đá Len Đao là đối tượng tranh chấp giữa Việt Nam, Đài Loan, Philippines và Trung Quốc. Hiện Việt Nam đang kiểm soát đá Len Đao như một phần của xã Sinh Tồn, huyện Trường Sa, tỉnh Khánh Hòa. 

## Địa lý
| 1 | Đá Gạc Ma     |
| 2 | Đá Trà Khúc   |
| 3 | Đá Len Đao    |
| 4 | Đá Phúc Sĩ    |
| 5 | Đá Văn Nguyên |
| 6 | Đá Ninh Hòa   |
| 7 | Đá Vị Khê     |
| 8 | Sinh Tồn Đông |

| 9  | Đá An Bình   |
| 10 | Đá Ba Đầu    |
| 11 | Đá Đức Hòa   |
| 12 | Đá Bãi Khung |
| 13 | Đá Bình Sơn  |
| 14 | Đá Tư Nghĩa  |
| 15 | Đá Bia       |
| 16 | Đá Ken Nan   |

| 17 | Đá Bình Khê   |
| 18 | Đá Nhạn Gia   |
| 19 | Đảo Sinh Tồn  |
| 20 | Đá Sơn Hà     |
| 21 | Đá Nghĩa Hành |
| 22 | Đá Tam Trung  |
| 23 | Đá Cô Lin     |

| 1 | Đá Gạc Ma     |
| 2 | Đá Trà Khúc   |
| 3 | Đá Len Đao    |
| 4 | Đá Phúc Sĩ    |
| 5 | Đá Văn Nguyên |
| 6 | Đá Ninh Hòa   |
| 7 | Đá Vị Khê     |
| 8 | Sinh Tồn Đông |

| 9  | Đá An Bình   |
| 10 | Đá Ba Đầu    |
| 11 | Đá Đức Hòa   |
| 12 | Đá Bãi Khung |
| 13 | Đá Bình Sơn  |
| 14 | Đá Tư Nghĩa  |
| 15 | Đá Bia       |
| 16 | Đá Ken Nan   |

| 17 | Đá Bình Khê   |
| 18 | Đá Nhạn Gia   |
| 19 | Đảo Sinh Tồn  |
| 20 | Đá Sơn Hà     |
| 21 | Đá Nghĩa Hành |
| 22 | Đá Tam Trung  |
| 23 | Đá Cô Lin     |

| 1 | Đá Gạc Ma     |
| 2 | Đá Trà Khúc   |
| 3 | Đá Len Đao    |
| 4 | Đá Phúc Sĩ    |
| 5 | Đá Văn Nguyên |
| 6 | Đá Ninh Hòa   |
| 7 | Đá Vị Khê     |
| 8 | Sinh Tồn Đông |

| 9  | Đá An Bình   |
| 10 | Đá Ba Đầu    |
| 11 | Đá Đức Hòa   |
| 12 | Đá Bãi Khung |
| 13 | Đá Bình Sơn  |
| 14 | Đá Tư Nghĩa  |
| 15 | Đá Bia       |
| 16 | Đá Ken Nan   |

| 17 | Đá Bình Khê   |
| 18 | Đá Nhạn Gia   |
| 19 | Đảo Sinh Tồn  |
| 20 | Đá Sơn Hà     |
| 21 | Đá Nghĩa Hành |
| 22 | Đá Tam Trung  |
| 23 | Đá Cô Lin     |

| 1 | Đá Gạc Ma     |
| 2 | Đá Trà Khúc   |
| 3 | Đá Len Đao    |
| 4 | Đá Phúc Sĩ    |
| 5 | Đá Văn Nguyên |
| 6 | Đá Ninh Hòa   |
| 7 | Đá Vị Khê     |
| 8 | Sinh Tồn Đông |

| 9  | Đá An Bình   |
| 10 | Đá Ba Đầu    |
| 11 | Đá Đức Hòa   |
| 12 | Đá Bãi Khung |
| 13 | Đá Bình Sơn  |
| 14 | Đá Tư Nghĩa  |
| 15 | Đá Bia       |
| 16 | Đá Ken Nan   |

| 17 | Đá Bình Khê   |
| 18 | Đá Nhạn Gia   |
| 19 | Đảo Sinh Tồn  |
| 20 | Đá Sơn Hà     |
| 21 | Đá Nghĩa Hành |
| 22 | Đá Tam Trung  |
| 23 | Đá Cô Lin     |

Đá Len Đao nằm cách đá Gạc Ma 6,4 hải lý (11,8 km) về phía đông bắc và cách đảo Sinh Tồn 6,8 hải lý (12,6 km) về phía nam-đông nam. Về mặt địa lý, đá Len Đao không phải là một đảo mà là rạn san hô. Khi thủy triều xuống thấp thì bãi san hô nổi lên khoảng 0,5 m; ngược lại khi thủy triều lên cao thì bãi chìm dưới nước 1,8 m. Diện tích thềm đá san hô là khoảng 0.58 km2.
Hải quân Việt Nam đóng quân trên một tổ hợp kiến trúc gọi là Đảo Len Đao có tọa độ địa lý ghi trên bia chủ quyền tại là 9°45′40″B 114°21′50″Đ / 9,76111°B 114,36389°Đ. Tại đây còn có một nhà văn hoá đá năng được hoàn thành vào năm 2018.
Từ tháng 6 năm 2025, Việt Nam bắt đầu tiến hành hoạt động bồi đắp ở đá Len Đao.

## Lịch sử
Khoảng 5h sáng ngày 14 tháng 3 năm 1988, tàu HQ-605 của Việt Nam hành quân đến đá Len Đao và cắm cờ chủ quyền lên đảo chìm này. Các tàu chiến Trung Quốc áp sát đe dọa và nổ súng vào tàu HQ-605. Thương vong về phía Việt Nam gồm có: thuyền phó Phan Hữu Doan và chiến sĩ báo vụ Bùi Duy Hiển hy sinh; 3 người lính bị thương nặng là thuyền trưởng Lê Lệnh Sơn, máy trưởng Uông Xuân Thọ và chiến sĩ cơ điện Trần Văn Sáu.
Khoảng 6h ngày 15 tháng 3 năm 1988, tàu HQ-605 bốc cháy và chìm ở Đá Len Đao. Những người sống sót sau vụ chìm tàu HQ-605 bơi xuồng rút về Đảo Sinh Tồn.
Trước đó vào chiều ngày 14 tháng 3 năm 1988, các tàu HQ-931, HQ-671, HQ-614 lần lượt tới tiếp ứng, bảo vệ các đá Len Đao và Cô Lin.
Sau trận đánh, Việt Nam lên kế hoạch đổ bộ củng cố quyền kiềm soát các đảo chìm với tên gọi chiến dịch là CQ-88 (Chủ quyền-88).
Một tháng sau trận hải chiến, Hải quân Việt Nam điều tàu không số của Lữ đoàn 125 chở theo 35 lính công binh và 7 lính hải quân của đơn vị C7 - D3 (Lữ đoàn công binh E83) do Bộ Tư lệnh Vùng 4 Hải quân Nhân dân Việt Nam chỉ huy quay lại quần đảo Trường Sa và bí mật đổ bộ trong đêm lên đá Len Đao xây nhà đánh dấu chủ quyền. Trong cùng ngày, Trung Quốc đưa 7 tàu chiến và nhiều xuồng nhỏ bao vây uy hiếp số quân Việt Nam trên đá. Tuy nhiên lần này Việt Nam cho 7 máy bay chiến đấu Sukhoi Su-22M từ đất liền bay ra phía đá hỗ trợ nên số tàu chiến của Trung Quốc tản ra; đụng độ không nổ ra, phía Việt Nam giữ được đá và hoàn thành việc xây dựng nhà trên đá và giữ được đá Len Đao cho đến ngày hôm nay.